# 600 (število)
600 (šéststó) je naravno število, za katero velja 600 = 599 + 1 = 601 - 1.
Sestavljeno število
Podolžno število
Harshadovo število